# Commedia all'italiana
Commedia all'italiana ("Comèdia a la italiana") és un gènere cinematogràfic italià. Es considera que va començar amb Mario Monicelli a I soliti ignoti el 1958 i el seu nom deriva del títol del film de Pietro Germi Divorzio all'italiana (1961).
Més que un gènere específic, el terme indica un període (aproximadament de finals dels anys 50 a principis dels 70) quan la indústria italiana del cinema produïa moltes comèdies d'èxit, amb alguns trets comuns com les maneres satíriques, amb connotacions absurdes i grotesques, un focus en "assumptes" socials picants del període (com temes sexuals, divorci, contracepció, matrimoni del clergat, el creixement econòmic del país i les seves diverses conseqüències, la influència religiosa tradicional de l'Església catòlica) i un prevalent enquadrament de classe mitjana, sovint caracteritzat per un fons substancial de tristesa i crítica social que va diluir els continguts de còmic.

## Que és laCommedia all'Italiana

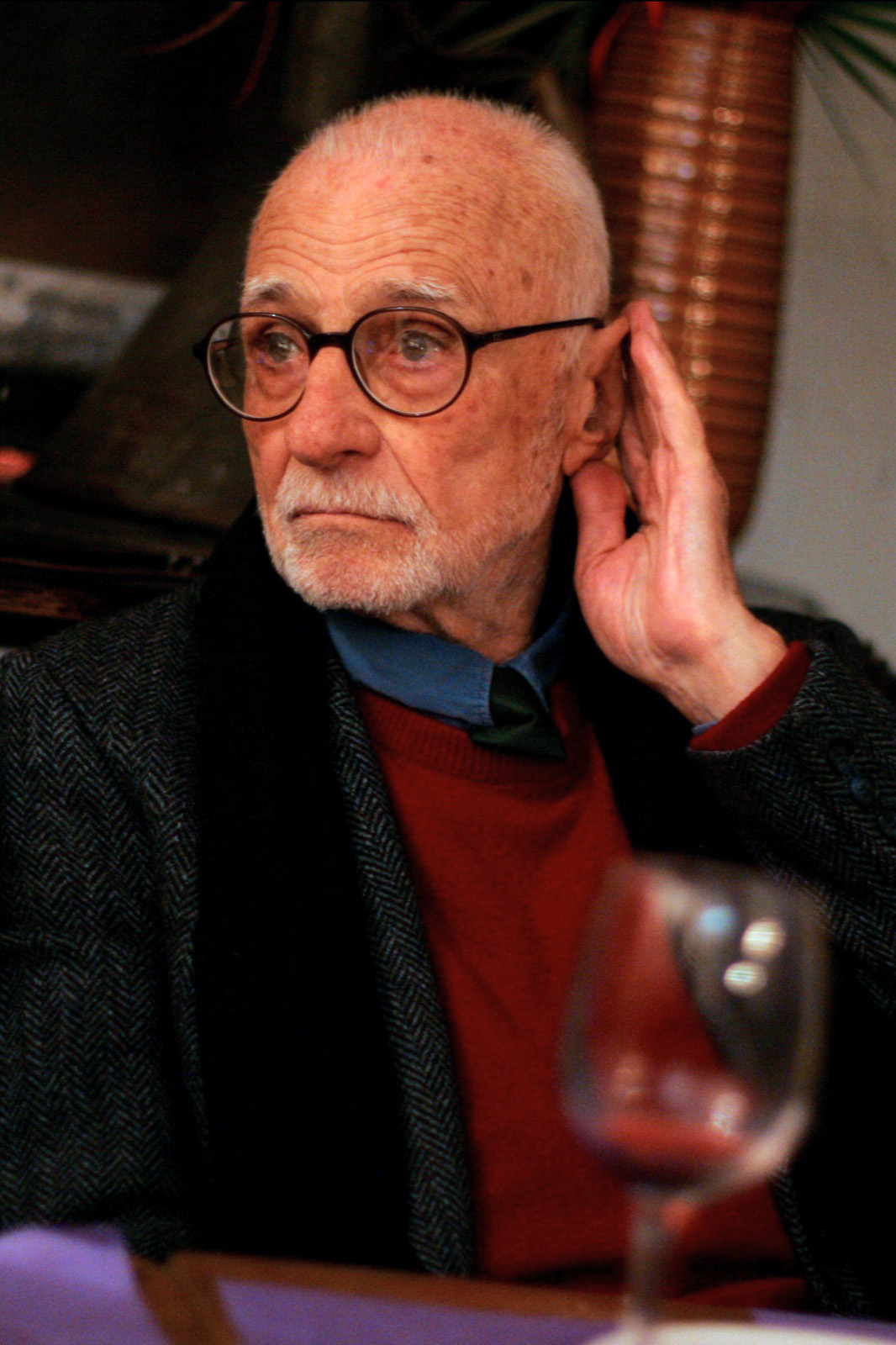
Mario Monicelli, un dels més famosos directors de comèdia italiana

Com va dir en una entrevista el director Mario Monicelli, la Commedia all'italiana) és una cosa molt senzilla, molt lligada a la cultura popular d'Itàlia. És un garbuix d'històries de pobres i desgraciats en un temps altament desafortunat i negatiu, com és el període de pobresa que va seguir a Europa i especialment a Itàlia després del final de la Segona Guerra Mundial. En qualsevol trama de les pel·lícules d'aquest gènere, hi ha un grup de lladres i bandits a qui agradaria fer els finals reunint-se per celebrar un gran èxit. Tanmateix cadascú té els seus problemes i les seves dificultats, atribuïbles a ignorància, incompetència, amor no correspost i molts altres contratemps. La trama sencera de la història gira al voltant d'aquests malentesos aparentment innecessaris, permetent l'espectador tenir una visió clara i precisa de les deficiències dels italians d'aquell període i de la melancolia i alegria de tot Itàlia.
El grup de tramposos, que aparentment aconsegueixen el seu objectiu amb enganys i astúcia, al final de la història gairebé sempre es troben enredats i aixafats econòmicament i psicològicament pitjor que al principi. Qui se'n surt en la història és sempre el més poderós, ja sigui en el camp polític o en qualsevol altre context social. El que fa que l'espectador rigui són els acudits sobre les espifiades repetides dels actors. L'element de tristesa és molt present a totes les històries en la comèdia italiana, no només és la burla de les persones pobres que busquen millorar la seva situació, sinó també el final amarg mostra un somriure amarg i una dèbil esperança dels protagonistes cara al futur. Només pensar en la situació o el final tràgic de la pel·lícula Il sorpasso (Dino Risi) o el final melancòlic de la pel·lícula I soliti ignoti on els lladres han fallar en el seu cop, perdent tot el que tenien.
Una altra característica important d'aquest tipus de comèdia és el sentiment, tot i que la condició social de les persones que poblen les històries és extremadament baix, els protagonistes mostren voluntat per viure, per estimar, per somiar, per esdevenir gairebé el tast d'una pel·lícula sentimental. El que trenca aquest sentiment és la típica matusseria italiana o una caiguda, la qual cosa porta immediatament l'espectador a riure. El protagonista és immediatament enredat. Als anys 60 i 70 aquestes trames van fusionar-se amb la sàtira. Fins i tot en aquestes històries, com en Signore e signori buonanotte (1976), es denota l'habilitat per les escenes satíriques.
Els personatges són blanc de persones poderoses o de persones ineptes, extremadament mal educades, dolentes, gairebé animalistiques, gairebé relacionades amb les màscares de la Commedia dell'arte. La comèdia italiana deixa d'existir els anys vuitanta, ja que els principals actors ja eren vells, i van ser reemplaçats per un gènere més enfocat en el costat vulgar i injuriós dels personatges, seguint models molt americans. Amb la transformació americanitzada d'aquest gènere còmic a Itàlia, la Commedia all'italiana finalment va morir. L'última pel·lícula que reflecteix fidelment els personatges de la comèdia italiana és Il marchese del Grillo, dirigida per Mario Monicelli (1981). Alberto Sordi fa el paper d'un espoliat ric Marquès de Roma que s'avorreix durant el dia. Per això dissenya bromes de mal gust sense cap finalitat particular, com si fossin joguines de la sala d'estar. El seu cinisme de jugador no és aturat ni pel poder del Papa Pius VII. Aquesta pel·lícula encara reflecteix fortament el caràcter del nen bromista dels anys seixanta, que només es preocupava d'ell i que no li cal preocupar-se dels altres. El cinisme és el tema principal d'aquesta pel·lícula, basat en una història real.

## Estrelles
Vittorio Gassman, Ugo Tognazzi, Alberto Sordi i Nino Manfredi van ser les quatre principals estrelles de la Comèdia italiana als anys 1960 i 1970, seguits per nouvinguts com Stefania Sandrelli, Monica Vitti, Giancarlo Giannini, Mariangela Melato, Catherine Spaak; o estrelles dramàtiques en papers còmics com Marcello Mastroianni, Enrico Maria Salerno i Claudia Cardinale.

## Directors
El 1961, Dino Risi va dirigir Il sorpasso, ara una pel·lícula de culte, després Una vida difícil, I mostri, En nom del poble italià i Profumo di donna.
El treball de Monicelli inclou La grande guerra, I compagni, L'armata Brancaleone, Vogliamo i colonnelli, Apassionada i Amics meus.
Altres cineastes destacats del gènere van ser Pasquale Festa Campanile, Ettore Scola, Luigi Comencini, Steno, Antonio Pietrangeli, Nanni Loy i Lina Wertmüller.
I els guionistes Age & Scarpelli, Leo Benvenuti, Piero De Bernardi, Rodolfo Sonego, Suso Cecchi d'Amico i Sergio Amidei

## Pel·lícules notables
| Títol | Any  | Director                                                                               | Actors notables                                                       |
| --- | ---- | -------------------------------------------------------------------------------------- | --------------------------------------------------------------------- |
| I soliti ignoti | 1958 | Mario Monicelli                                                                        | Marcello Mastroianni, Vittorio Gassman, Totò                          |
| La grande guerra | 1959 | Mario Monicelli                                                                        | Vittorio Gassman, Alberto Sordi, Silvana Mangano                      |
| Il vedovo | 1959 | Dino Risi                                                                              | Alberto Sordi, Franca Valeri                                          |
| Love and Larceny | 1959 | Dino Risi                                                                              | Vittorio Gassman                                                      |
| Everybody Go Home | 1960 | Luigi Comencini                                                                        | Alberto Sordi                                                         |
| Adua e le compagne | 1960 | Antonio Pietrangeli                                                                    | Simone Signoret, Marcello Mastroianni, Sandra Milo                    |
| A Difficult Life | 1961 | Dino Risi                                                                              | Alberto Sordi                                                         |
| Audace colpo dei soliti ignoti | 1961 | Nanni Loy                                                                              | Vittorio Gassman, Claudia Cardinale, Nino Manfredi                    |
| The Fascist | 1961 | Luciano Salce                                                                          | Ugo Tognazzi, Stefania Sandrelli                                      |
| Divorci a la italiana | 1962 | Pietro Germi                                                                           | Marcello Mastroianni, Stefania Sandrelli                              |
| Boccaccio '70 | 1962 | Mario Monicelli, Federico Fellini, Luchino Visconti, Vittorio de Sica                  |                                                                       |
| Il sorpasso | 1962 | Dino Risi                                                                              | Vittorio Gassman, Catherine Spaak                                     |
| The Last Judgement | 1962 | Vittorio de Sica                                                                       | Vittorio Gassman, Nino Manfredi                                       |
| Mafioso | 1962 | Alberto Lattuada                                                                       | Alberto Sordi                                                         |
| March on Rome | 1962 | Dino Risi                                                                              | Vittorio Gassman, Ugo Tognazzi                                        |
| The Conjugal Bed | 1963 | Marco Ferreri                                                                          | Ugo Tognazzi, Marina Vlady                                            |
| I mostri | 1963 | Dino Risi                                                                              | Vittorio Gassman, Ugo Tognazzi                                        |
| Alta Infedeltà | 1965 | Mario Monicelli, Franco Rossi, Elio Petri, Luciano Salce                               | Ugo Tognazzi, Nino Manfredi                                           |
| Il diavolo | 1963 | Gian Luigi Polidoro                                                                    | Alberto Sordi                                                         |
| Il Boom | 1963 | Vittorio de Sica                                                                       | Alberto Sordi                                                         |
| Ahir, avui i demà | 1963 | Vittorio de Sica                                                                       | Marcello Mastroianni, Sophia Loren                                    |
| The Reunion | 1963 | Damiano Damiani                                                                        |                                                                       |
| Seduced and Abandoned | 1964 | Pietro Germi                                                                           | Stefania Sandrelli                                                    |
| Se permettete parliamo di donne | 1965 | Ettore Scola                                                                           | Vittorio Gassman                                                      |
| Il successo | 1965 | Mauro Morassi, Dino Risi                                                               | Vittorio Gassman, Anouk Aimée                                         |
| Les quatre nines (Le bambole) | 1965 | Mauro Bolognini, Luigi Comencini, Dino Risi, Franco Rossi                              | Nino Manfredi                                                         |
| Casanova 70 | 1965 | Mario Monicelli                                                                        | Marcello Mastroianni, Virna Lisi, Enrico Maria Salerno                |
| Signore e signori | 1965 | Pietro Germi                                                                           | Virna Lisi                                                            |
| I complessi | 1965 | Dino Risi, Luigi Filippo D'Amico, Franco Rossi                                         | Nino Manfredi, Ugo Tognazzi, Alberto Sordi                            |
| Il Gaucho | 1965 | Dino Risi                                                                              | Vittorio Gassman, Silvana Pampanini, Nino Manfredi                    |
| Io la conoscevo bene | 1965 | Antonio Pietrangeli                                                                    | Stefania Sandrelli, Ugo Tognazzi, Nino Manfredi, Enrico Maria Salerno |
| The Man, the Woman and the Money | 1965 | Eduardo De Filippo, Marco Ferreri, Luciano Salce                                       | Marcello Mastroianni                                                  |
| Me, Me, Me... and the Others | 1966 | Alessandro Blasetti                                                                    |                                                                       |
| L'Armata Brancaleone | 1966 | Mario Monicelli                                                                        | Vittorio Gassman, Enrico Maria Salerno, Gian Maria Volonté            |
| L'ombrellone | 1966 | Dino Risi                                                                              | Sandra Milo, Enrico Maria Salerno, Jean Sorel                         |
| A Question of Honour | 1966 | Luigi Zampa                                                                            | Ugo Tognazzi                                                          |
| The Tiger and the Pussycat | 1967 | Dino Risi                                                                              | Vittorio Gassman                                                      |
| Les bruixes | 1967 | Luchino Visconti, Pier Paolo Pasolini, Vittorio de Sica, Franco Rossi, Mauro Bolognini | Silvana Mangano                                                       |
| La ragazza con la pistola | 1968 | Mario Monicelli                                                                        | Monica Vitti                                                          |
| Il medico della mutua | 1968 | Luigi Zampa                                                                            | Alberto Sordi                                                         |
| Il Commissario Pepe | 1969 | Ettore Scola                                                                           | Ugo Tognazzi                                                          |
| The Libertine | 1969 | Pasquale Festa Campanile                                                               | Catherine Spaak                                                       |
| Vedo nudo | 1969 | Dino Risi                                                                              | Nino Manfredi, Sylva Koscina                                          |
| Brancaleone alle Crociate | 1970 | Mario Monicelli                                                                        | Vittorio Gassman                                                      |
| Between Miracles | 1971 | Nino Manfredi                                                                          | Nino Manfredi, Mariangela Melato                                      |
| En nom del poble italià (In nome del popolo italiano)                                                                                              | 1971 | Dino Risi                                                                              | Ugo Tognazzi, Vittorio Gassman, Ugo Tognazzi                          |
| Secret Fantasy | 1971 | Pasquale Festa Campanile                                                               | Laura Antonelli                                                       |
| Emigrant a Austràlia, honrat i ben plantat, vol casar-se amb paisana immaculada (Bello, onesto, emigrato Australia sposerebbe compaesana illibata) | 1971 | Luigi Zampa                                                                            | Alberto Sordi, Claudia Cardinale                                      |
| The Seduction of Mimi | 1972 | Lina Wertmüller                                                                        | Giancarlo Giannini, Mariangela Melato                                 |
| Lo scopone scientifico | 1972 | Luigi Comencini                                                                        | Alberto Sordi, Silvana Mangano                                        |
| Vogliamo i colonnelli | 1973 | Mario Monicelli                                                                        | Ugo Tognazzi                                                          |
| Pane e cioccolata | 1973 | Franco Brusati                                                                         | Nino Manfredi                                                         |
| C'eravamo tanto amati | 1974 | Ettore Scola                                                                           | Vittorio Gassman, Nino Manfredi, Stefania Sandrelli                   |
| Swept Away by an Unusual Destiny in the Blue Sea of August                                                                                         | 1974 | Lina Wertmüller                                                                        | Giancarlo Giannini, Mariangela Melato                                 |
| Profumo di donna | 1974 | Dino Risi                                                                              | Vittorio Gassman                                                      |
| Apassionada (Romanzo popolare) | 1974 | Mario Monicelli                                                                        | Ugo Tognazzi, Ornella Muti                                            |
| Amici miei | 1975 | Mario Monicelli                                                                        | Ugo Tognazzi, Adolfo Celi                                             |
| Lletjos, bruts i dolents (Brutti, sporchi e cattivi)                                                                                               | 1976 | Ettore Scola                                                                           | Nino Manfredi                                                         |
| The Career of a Chambermaid | 1976 | Dino Risi                                                                              | Vittorio Gassman, Ugo Tognazzi                                        |
| La stanza del vescovo | 1977 | Dino Risi                                                                              | Ugo Tognazzi                                                          |
| Un borghese piccolo piccolo | 1977 | Mario Monicelli                                                                        | Alberto Sordi                                                         |
| Traffic Jam (film) | 1977 | Luigi Comencini                                                                        | Alberto Sordi, Marcello Mastroianni, Ugo Tognazzi, Stefania Sandrelli |
| Signore e signori, buonanotte | 1976 | Luigi Comencini, Nanni Loy, Mario Monicelli, Ettore Scola, Luigi Magni                 | Vittorio Gassman, Ugo Tognazzi, Nino Manfredi, Marcello Mastroianni   |
| Caro papà | 1979 | Dino Risi                                                                              | Vittorio Gassman                                                      |
| Amics meus 2 (Amici miei Atto II) | 1982 | Mario Monicelli                                                                        | Ugo Tognazzi, Adolfo Celi                                             |
| Café Express | 1980 | Nanni Loy                                                                              | Nino Manfredi                                                         |